# Идинги
Идинги (Эоппинги) — англосаксонская королевская династия, которая правила в Берниции, Дейре и Нортумбрии.

## История династии
Родоначальником династии некоторые современные историки считают Иду, по имени которого она и была названа. Однако, у отдельных учёных династия правителей Берниции, Дейры и Нортумбрии известна и под названием Эоппингов, которое она получила по имени Эоппы, называемого историческими источниками отцом Иды. Сам же Эоппа считается сыном Эсы, одного из вождей англосаксов, которые в середине V века начали переселяться в Британию.
В 547 году Ида прибыл на пятидесяти судах на восточное побережье Британии, сверг малолетнего Морканта с престола, отправив его в изгнание, а сам стал править в Бринейхе, переименовав его в Берницию. О жизни и правлении Иды практически ничего неизвестно, главная причина этого — почти полное отсутствие сообщений о нём в исторических источниках того времени. Покоряя окрестные земли, он повсюду встречал упорное сопротивление местного населения, однако ему удалось вытеснить бриттов на запад от Туида. Во время своего правления Ида построил Бамборо и сделал его своей резиденцией, окружив его сперва частоколом, а потом стеной.
У Иды было большое потомство, однако из-за большого количества противоречивых сообщений всевозможных исторических источников, их данные о количестве его сыновей постоянно разнятся, поэтому некоторые учёные причисляют одних его потомков к сыновьям, а других — к внукам.
В 559 году Ида умер, после чего престол Берниции стал поочерёдно переходить в руки его многочисленных сыновей, которые также стремились расширить границы молодого государства. Однако, это явно не входило в планы соседних бриттских королевств, поэтому во время своих непродолжительных правлений сыновья Иды постоянно вели с ними войны, в результате которых почти все они погибли на поле боя.
В 593 году, после смерти всех сыновей Иды, престол Берниции унаследовал его внук, Этельфрит, который был очень деятельным и предприимчивым правителем, при котором Берниция постоянно ввязывалась во всевозможные вооружённые конфликты, к тому же не всегда выходила из них победителем. Однако, эта тактика привела его в конечном итоге к захвату в 604 году соседней Дейры, когда он свергнул с престола, Этельрика, брата её основателя Эллы. Для того, чтобы узаконить свою власть над Дейрой, он женился на дочери Эллы Ахе. Захватив соседнее государство, Этельфрит стал первым правителем объединённого королевства, которое впоследствии стало называться Нортумбрия, тем самым он приобрёл титул самого могущественного короля Северной Англии, однако при всём этом обе провинции новой страны в то время постоянно враждовали между собой, выказывая этим своё нежелание к слиянию.
Законный же наследник Дейры Эдвин Святой, сын Эллы, находился в это время в изгнании, куда был отправлен ещё при своём дяде Этельрике. Для того, чтобы устранить опасного соперника, Этельфрит приложил огромные усилия, постоянно принимая активное участие в боевых действиях, направленных против тех королевств, где скрывался Эдвин, пока в 616 году не был убит в битве у реки Идлы королём Восточной Англии Редвальдом, у которого сын Эллы нашёл свой последний приют. Эта победа позволила Эдвину стать правителем объединённого королевства Берниции и Дейры, так как Редвальд не стал предъявлять претензии ни на одно из них, а сыновья Этельфрита были вынуждены бежать к пиктам, где приняли христианство. Таким образом представители династии Идингов на целых семнадцать лет утратили престол своих предков.

## Генеалогия королей Берниции и Нортумбрии
Королевская династия Идингов была названа в честь основателя и первого правителя Берниции Иды, который стал родоначальником большой монаршей семьи, правившей сначала в Берниции, а затем в Дейре и Нортумбрии. С Иды традиционно начинается цепочка династического происхождения, которая выходит за рамки простого упоминания. Первым исторически определённым королём династии, в существовании которого никто из учёных не сомневается, является Этельфрит.
По поводу происхождения Иды и его многочисленных сыновей, упоминаемых в различных
исторических источниках, среди историков не утихают споры, так как их количество во всевозможных источниках указывается разное, а имена их отличаются. Учёные никак не могут прийти к общему мнению, поэтому некоторых его сыновей они считают побочными, а некоторых вообще приписывают к его внукам. К тому же отдельные источники написаны намного позднее времени правления Иды, поэтому достоверность информации, упоминаемой в них, многие историки подвергают сомнению.

### Мифическое происхождения Иды
Ненний в своей «Истории бриттов» (лат. Historia brittonum) возводит родословную мифических предков Иды к верховному богу англосаксов Одину:
Воден
- Белдег
  - Беорнек
    - Гехбронд (Вегбранд)
      - Ингебранд
        - Алузон
          - Ингви (Ангенгит)
            - Эдибрит (Этельберт)
              - Эса
                - Эоппа
                  - Ида

Англосаксонские хроники также возводят генеалогическое древо мифических предков Иды к Одину:
- Геата
- Годольф
- Финн
- Фритовульф
- Фритолаф
- Воден
  - Балдай
    - Бранд
      - Беннок
        - Гехбронд
          - Аллок
            - Ангенвит
              - Ингви
                - Эса
                  - Эоппа
                    - Ида

### Историческая династия
Генеалогическое дерево династии Идингов, монархи выделены жирным шрифтом:
Ида король Берниции в 547—559 годах; жена: Беарнох
- Адда король Берниции в 560—568 годах[13]
- Этельрик король Берниции в 568—572 годах (сын или внук Иды)[17]
  - Теодбальд (убит в 603 году в битве при Дегсастане)[18]
  - Этельфрит король Берниции в 593—616 годах и Дейры в 604—616 годах; 1-я жена: Бебба; 2-я жена: Аха (Ача), дочь короля Дейры Эллы
    - Энфрит король Берниции в 633—634 годах[13]; мать: Бебба; жена: N, сестра короля пиктов Нехтона II
      - Талоркан I король пиктов в 653—657 годах[19]
      - N (дочь) муж: король Стратклайда Бели I[20]
        - Бруде III король пиктов в 671—693 годах[13][20]

    - Освальд Святой король Нортумбрии в 634—642 годах; мать: Аха; 1-я жена: N (ирландка ?)[20]; 2-я жена: Кинебурга, дочь короля Уэссекса Кинегильса
      - Этельвальд король Дейры в 651—655 годах; мать: N

    - Освин[13]
    - Освиу король Берниции в 642—655 годах и Нортумбрии в 655—670 годах; мать: Аха; 1-я жена: Фина Ирландская[12], дочь Колмана Римида[20]; 2-я жена: Риммелт Регедская, дочь Ройда[21]; 3-я жена: Энфледа Дейрская, дочь Эдвина Святого
      - Элдфрит король Дейры в 664—670 годах и Нортумбрии в 685—704 годах[13]; мать: Фина Ирландская[20]; жена: Кутбурга, сестра короля Уэссекса Ине
        - Осред I король Нортумбрии в 705—716 годах
        - Оффа (ум. в 750 году)[22]
        - Осрик король Нортумбрии в 718—729 годах (неопределённый, возможно, сын Элдфрита)[23]
        - Осана святая

      - Эльфледа мать: Фина Ирландская; муж: король Мерсии Педа
      - Эльфрит король Дейры в 656—664 годах; мать: Риммелт Регедская; жена: Кинебурга, дочь короля Мерсии Пенды
      - Эгфрит король Нортумбрии в 670—685 годах; мать: Энфледа Дейрская; 1-я жена: Этельдреда, дочь короля Восточной Англии Анна[24]; 2-я жена: Эорменбург
        - Эгберт мать: Эорменбург
        - Ослак[25]
          - Алун[25]
            - Адлсинг[25]
              - Эхун[25]
                - Ослаф[25]

      - Эльфвине король Дейры в 670—679 годах[26]; мать: Энфледа Дейрская
      - Острит мать: Энфледа Дейрская; муж: король Мерсии Этельред I
      - Элфлед (род. ок. 654 года) аббатиса Уитби[27]; мать: Энфледа Дейрская

    - Освуд[13]
    - Ослаф[13]
    - Оффа[13]
    - Эбба аббатиса Колдингема[28]
- Белрик[13]
- Теодрик король Берниции в 572—579 годах[13]
  - NN (сыновья)[3]
- Теодхер[13]
- Осмер[13]
- Огга (Огг)[29] (незаконнорожденный)[15]
  - Эльдхельм[29] (Эдрик[25])
    - Эгвальд (Эгвульф)[30]
      - Эдвульф I (ум. в 717 году) король Нортумбрии в 704—705 годах
        - Эрнвин (убит в 740 году)[22]
          - Эрдвульф (ум. в 774/775 году); элдормен[22]
            - Эрдвульф король Нортумбрии в 796—806 годах и 808—810 годах
              - Энред король Нортумбрии в 810—841 годах
                - Этельред II король Нортумбрии в 841—844 годах и 844—848 годах

      - Леодвальд[29]
        - Кутвин[29]
          - (Кута)[29]
            - Коэнред король Нортумбрии в 716—718 годах
            - Кеолвулф (ум. в 765 году); король Нортумбрии в 729—737 годах[31]

        - Эта
          - Эдберт (ум. в 768 году); король Нортумбрии в 737—758 годах
            - Осгифу (дочь Эдберта или Освульфа)[32][33]; муж: Элхред, король Нортумбрии в 765—774 годах
            - Освулф король Нортумбрии в 758—759 годах
              - Эльфволд I король Нортумбрии в 779—788 годах
                - Эльф (убит в 791 году)
                - Эльфвине (убит в 791 году)
                - Берн (убит в 780 году)

          - Эгберт, архиепископ Йоркский в 732—766 годах
          - Эгред (ум. до 732 года)[34]
            - Освин (убит в 761 году)
- Элрик (Альрик)[13] (незаконнорожденный)[15]
  - Блекмон[35]
    - Боза[35]
      - Беорнхом (Бирнхом)[35]
        - Энвин[35]
          - Элхред (ум. после 774 году); король Нортумбрии в 765—774 годах; жена: Осгифу Нортумбрийская
            - Осред II (казнён в 792 году); король Нортумбрии в 788—790 годах
            - Алькмунд (убит ок. 800 года); святой, принц-мученик[36]
- Эдрик[25]
- Эгга (незаконнорожденный)[15]
- Освальд (незаконнорожденный)[15]
- Согор (незаконнорожденный)[15]
- Согетер (незаконнорожденный)[15]
- Глаппа король Берниции в 559—560 годах (неопределённый, возможно, сын Иды)[37]
- Фритувальд король Берниции в 579—585 годах (неопределённый, возможно, сын Иды)[3]
- Хусса король Берниции в 585—593 годах (неопределённый, возможно, сын Иды)[3]
  - Херинг (ум. после 603 года)[18][38]

## Комментарии
1. ↑  Некоторые историки датируют захват Дейры 593 годом, считая, что она была завоёвана Этельфритом сразу после его прихода к власти в Берниции.